# Thomas Fothen
Thomas Fothen (født 6. april 1983) er en tysk professionel cykelrytter, som cyklede for det professionelle cykelhold Gerolsteiner, inden det lukkede.